# Isla Carney

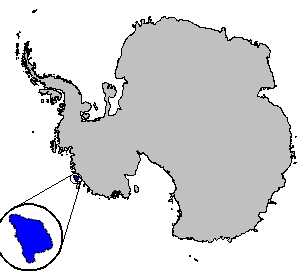
Localización de la isla Carney.

La isla Carney (73°57′S 121°00′O / -73.950, -121.000) es una isla cubierta por el hielo, de 110 kilómetros de largo y unos 8500 km² de área, con todas sus costas excepto la norte, que están dentro de la barrera de hielo de Getz, Antártida. Está localizada entre la isla Siple y la isla Wright a lo largo de la costa de la Tierra de Marie Byrd. La isla Carney no es reclamada por ningún país.
La isla Carney fue llamada así por el Consejo Asesor de los Estados Unidos sobre Nombres Antárticos (EE. UU-ACAN) en honor al Almirante Robert B. Carney, (1895-1990), el Jefe de Operaciones Navales durante la organización de la Operación Deep Freeze el apoyo al Año Geofísico Internacional de 1957-1958.
- Datos: Q1044030